# Баловне
Ба́ловне — село в Україні, у Костянтинівській сільській громаді Миколаївського району Миколаївської області. Розташоване на лівому березі річки Південний Буг, за 17 км на південь від Нової Одеси і за 5 км від залізничної станції Баловне. Населення становить 2 792 осіб.

## Історія
Село засноване наприкінці XVII століття запорізьким козаком Баловним, звідки, вважають, і походить його назва. Пізніше сюди прибули переселенці з Чернігівської і Київської губерній.
З XVIII століття належало до Гур'ївської волості Херсонського повіту Херсонської губернії. Станом на 1886 рік у ньому мешкало 1 598 осіб, налічувалось 316 дворів, існували православна церква, земська поштова станція, три лавки.
Після встановлення радянської влади, у 1920 році в селі були створені партійний і комсомольський осередки, комітет незаможних селян, у 1920–1922 роках організовано сім товариств із спільної обробки землі.
Станом на 1970 рік в селі мешкало 2330 осіб. Тут була розміщена центральна садиба колгоспу імені Кірова, за яким було закріплено 3 594 га орної землі. Господарство вирощувало зернові культури та займалось тваринництвом, видавало багатотиражну газету «Прапор комунізму». За виробництвом вовни колгосп займав перше місце в районі. За трудові успіхи багато колгоспників було відзначено радянськими орденами і медалями, зокрема голова колгоспу Є. І. Карач, пташниця В. Д. Кучеренко і рільник П. І. Яновський — орденом Трудового Червоного Прапора. В селі працювали середня школа, дитячий садок, будинок культури, бібліотека. У 1967 році хоровому колективу будинку культури було присвоєно звання народного.

## Населення
Згідно з переписом УРСР 1989 року чисельність наявного населення села становила 2607 осіб, з яких 1197 чоловіків та 1410 жінок.
За переписом населення України 2001 року в селі мешкало 2796 осіб.

### Мова
Розподіл населення за рідною мовою за даними перепису 2001 року:
| Мова       | Відсоток |
| ---------- | -------- |
| українська | 89,65 %  |
| російська  | 8,99 %   |
| молдовська | 0,72 %   |
| вірменська | 0,39 %   |
| білоруська | 0,18 %   |

## Археологічні знахідки
Поблизу села в кургані скіфських часів знайдено довгий меч та золотий перстень.

## Пам'ятники
У центрі села, на братській могилі 32-х воїнів, що загинули під час відвоювання села в роки німецько-радянської війни, у 1965 році встановлено обеліск.

## Символіка
30 липня 2009 року, рішенням № 13 XXII сесії селищної ради для села затверджено офіційну символіку — герб і прапор. Автор обох символів І. Янушкевич.

## Релігія
18 вересня 2011 року в селі освячено та урочисто відкрито Храм Різдва Пресвятої Богородиці.

## Постаті
- Гаркуша Олексій Миколайович (1952) — український політик, двічі голова Миколаївської обласної державної адміністрації, голова Миколаївської обласної ради.
- Кормич Володимир Вікторович (2003—2022) — матрос Збройних сил України, учасник російсько-української війни.
- Соловей Георгій Тимофійович (1897—1978) — український радянський вчений в галузі генетики і селекції винограду; доктор біологічних наук, професор.
- Юрченко Валерій Юрійович (1976) — український артист, пародист, співак.